# Nachtjagdgeschwader 5
La Nachtjagdgeschwader 5 (NJG 5) (5e escadre de chasse nocturne) est une unité de chasseurs de nuit de la Luftwaffe pendant la Seconde Guerre mondiale.

## Opérations
Le NJG 5 utilisa les trois principaux chasseurs de nuit disponibles de l'époque, à savoir le Bf 110, le Ju 88 et le Do 217.

## Organisation

### Stab
Le Stab./NJG 5 est formé le 30 septembre 1942 à Döberitz.
Geschwaderkommodore (Commandant d'escadre) :
| Début             | Fin            | Grade          | Nom                                                     |
| ----------------- | -------------- | -------------- | ------------------------------------------------------- |
| 30 septembre 1942 | 1er août 1943  | Major          | Fritz Schaffer                                          |
| 2 août 1943       | 3 février 1944 | Oberst         | Günther Radusch (en)                                    |
| 20 février 1944   | 12 mars 1944   | Major          | Egmont Prinz zur Lippe-Weißenfeld (en) (Mort au combat) |
| 15 mars 1944      | 6 mars 1945    | Oberstleutnant | Walter Borchers (en) (Mort au combat)                   |
| 6 mars 1945       | 8 mai 1945     | Major          | Rudolf Schoenert (en)                                   |

### I. Gruppe
Formé en septembre 1942 à Stendal à partir du II./ZG 2 avec :
- Stab I./NJG 5 à partir du Stab II./ZG 2
- 1./NJG 5 à partir de la 4./ZG 2
- 2./NJG 5 à partir de la 5./ZG 2
- 3./NJG 5 à partir de la 6./ZG 2

Le I./NJG 5 est réduit à la 1./NJG 5 le 30 mars 1945 quand le Stab., 2. et 3./NJG5 sont dissous.
Gruppenkommandeur (Commandant de groupe) :
| Début          | Fin            | Grade     | Nom                  |
| -------------- | -------------- | --------- | -------------------- |
| Septembre 1942 | 4 juillet 1943 | Hauptmann | Siegfried Wandam     |
| 4 juillet 1943 | Avril 1945     | Major     | Werner Hoffmann (en) |
| Avril 1945     | 8 mai 1945     | Hauptmann | Lang                 |

### II. Gruppe
Formé en décembre 1942 à Parchim avec :
- Stab II./NJG 5 nouvellement créé
- 4./NJG 5 à partir de la 7./NJG 3
- 5./NJG 5 à partir de la 3./NJG 2
- 6./NJG 5 nouvellement créée

Le 10 mai 1944, le II./NJG 5 est renommé III./NJG 6 avec :
- Stab II./NJG 5 devient Stab III./NJG 6
- 4./NJG 5 devient 7./NJG 6
- 5./NJG 5 devient 9./NJG 6
- 6./NJG 5 devient 8./NJG 6

Reformé le 10 mai 1944 à Gütersloh à partir du V./NJG 5 avec :
- Stab II./NJG 5 à partir du Stab V./NJG 5
- 4./NJG 5 à partir de la 13./NJG 5
- 5./NJG 5 à partir de la 14./NJG 5
- 6./NJG 5 à partir de la 15./NJG 5

Le 30 mars 1945, le II./NJG 5 est réduit uniquement à la 4./NJG 5, lorsque le Stab., 5. et 6./NJG 5 sont dissous.
Gruppenkommandeur :
| Début             | Fin               | Grade          | Nom                   |
| ----------------- | ----------------- | -------------- | --------------------- |
| 1er décembre 1942 | 5 août 1943       | Hauptmann      | Rudolf Schoenert (en) |
| 5 août 1943       | 27 septembre 1943 | Hauptmann      | Manfred Meurer        |
| 28 septembre 1943 | 27 janvier 1944   | Hauptmann      | Baer                  |
| Février 1944      | 10 mai 1944       | Hauptmann      | Leopold Fellerer (en) |
| 3 mai 1944        | 6 mars 1945       | Major          | Gustav Tham           |
| 10 mars 1945      | 4 avril 1945      | Hauptmann      | Helmuth Schulte       |
| 5 avril 1945      | 8 mai 1945        | Oberstleutnant | Werner Rapp           |

### III. Gruppe
Formé en avril 1943 à Neuruppin avec :
- Stab III./NJG 5 nouvellement créé
- 7./NJG 5 nouvellement créée
- 8./NJG 5 nouvellement créée
- 9./NJG 5 nouvellement créée

La 7./NJG 5 est dissoute en avril 1944 avant d'être reformée peu de temps après en août 1944.
Le 30 mars 1945, le III./NJG 5 est réduit à la seule 7./NJG 5, lorsque les Stab., 8. et 9./NJG 5 sont dissous.
Gruppenkommandeur :
| Début           | Fin             | Grade     | Nom                  |
| --------------- | --------------- | --------- | -------------------- |
| Avril 1943      | 15 mars 1944    | Hauptmann | Walter Borchers (en) |
| 16 mars 1944    | 21 octobre 1944 | Major     | Paul Zorner (en)     |
| 22 octobre 1944 | 6 février 1945  | Hauptmann | Ulrich von Meien     |
| 6 février 1945  | Avril 1945      | Hauptmann | Walter Engel (en)    |
| Avril 1945      | 8 mai 1945      | Hauptmann | Piuk                 |

### IV. Gruppe
Formé en décembre 1942 à Lechfeld et Leipheim avec :
- Stab IV./NJG 5 nouvellement créé
- 10./NJG 5 nouvellement créée
- 11./NJG 5 nouvellement créée
- 12./NJG 5 nouvellement créée

Le 1er août 1943, le Stab IV./NJG 5 devient Stab I./NJG 100 et la 10./NJG 5 devient 1./NJG 100. Le Stab IV./NJG 5 et 10./NJG 5 sont reformés le 1er août 1943 à Brandis et Erfurt-Bindersleben.
Le 30 mars 1945, le IV./NJG 5 est réduit uniquement à la 10./NJG 5, lorsque le Stab., 11. et 12./NJG 5 sont dissous.
1. Schwarm 1./NJG 5 a existé de décembre 1942 à août 1943, puis est devenue 1. Schwarm 1./NJG 100.
Gruppenkommandeur :
| Début              | Fin            | Grade     | Nom                                 |
| ------------------ | -------------- | --------- | ----------------------------------- |
| Décembre 1942      | 9 août 1943    | Major     | Heinrich Prinz zu Sayn-Wittgenstein |
| 1er septembre 1943 | 2 janvier 1944 | Hauptmann | Wolfgang von Niebelschütz           |
| 3 janvier 1944     | Septembre 1944 | Hauptmann | Rudolf Altendorff                   |
| Octobre 1944       | 20 avril 1945  | Hauptmann | Horst-Günther Höfele                |
| 21 avril 1945      | 8 mai 1945     | Hauptmann | Rolf Bussmann                       |

### V. Gruppe
Formé le 11 août 1943 à Insterburg avec :
- Stab V./NJG 5 nouvellement créé
- 13./NJG 5 nouvellement créée
- 14./NJG 5 nouvellement créée
- 15./NJG 5 nouvellement créée

Le 10 mai 1944, le V./NJG 5 est renommé II./NJG 5 avec :
- Stab V./NJG 5 devient Stab II./NJG 5
- 13./NJG 5 devient 4./NJG 5
- 14./NJG 5 devient 5./NJG 5
- 15./NJG 5 devient 6./NJG 5

Gruppenkommandeur :
| Début        | Fin         | Grade     | Nom             |
| ------------ | ----------- | --------- | --------------- |
| 15 août 1943 | 3 mai 1944  | Hauptmann | Erhard Peters   |
| 4 mai 1944   | 10 mai 1944 | Major     | Hans Leickhardt |

### Schulstaffel
Formée en juin 1944 à Königsberg-Neumark à partir d'éléments du NJG 5. En décembre 1944, elle est renommée 16./NJG 5 mais devient Stabsstaffel/NJG 5 au 1er janvier 1945.

## As de la NJG 5
- Werner Hoffmann : 49 victoires sur 52[2]
- Ernst-Georg Drünkler : 42 sur 47[3]
- Walter Borchers : 38 sur 59[4]
- Heinrich Prinz zu Sayn-Wittgenstein : 38 sur 83[5]
- Joseph Kraft : 23 sur 56[6]
- Peter Ehrhardt : 26 sur 26[7]
- Leopold Fellerer : 22 sur 41[8]
- Herbert Altner : 22 sur 25[9]
- Ernst Reitmeyer : 22 sur 22[10]